# 다풀라 1세
다풀라 1세(Dappula I, 610년 ~ 664년 8월 19일)는 아누라다푸라 왕국 모리야 왕조의 제23대 군주였다.

## 생애
그는 왕국의 왕족 종실 일원으로서 특히 그의 친가 왕실에서 왕족 남자 종실의 처형이 형수를 겸하고 제수씨가 처제를 겸하며 그뿐 아니라 또한 왕족 남자 종실의 삼촌이 이모부를 겸하고 숙모가 이모를 겸하는 등 왕실 겹사돈 친인척(親姻戚)을 이룬 그야말로 특이한 아누라다푸라 왕국 왕실 겹사돈 집안을 성립하였는데 그는 621년(11세 때), 8년 연상의 부인(훗날 왕비)과 사이에서 슬하 1남 5녀(6남매)를 두었지만 그 와중이던 638년에 첫째딸과 외동아들 이렇게 2명의 어린 자녀를 모두 장티푸스로 인하여 먼저 떠나 보내는 슬픔을 겪기도 하였고 훗날 그 와중에 650년 4월 12일을 기하여 외가친척 이종형(친가친척 8촌 삼종형 겸 외가친척 이종사촌 형)인 카샤파 2세 군주가 보위 등극하는 것을 목도하였으며 이듬해 651년 3월 24일, 카샤파 2세에게 후계자(後繼者)로 전격 책립되었고 658년부터 장결핵을 앓게 된 카샤파 2세 군주에게 지령(명령)을 받아 대리청정 집행을 1년 남짓 수행하였으며 이듬해 659년 9월 15일, 카샤파 2세가 향년 51세로 붕어하자 외가친척 이종형(대행군주 카샤파 2세)의 국상(國喪) 및 국장(國葬)을 집행키 위하여 2년 남짓 대리집정 수행을 하였고 661년 9월 15일을 기하여 보령 51세로 보위 등극하였으며 이듬해 662년 1월 8일, 이복 서제(異服 庶弟)인 다토파 티사 왕제(王弟)를 후계자(後繼者)로 전격 책립하였다. 왕궁 궁중에서도 알아주는 야간 애주가(夜間 愛酒家)였던 그는 664년 8월 19일, 방광염으로 인한 괴저로 인하여 향년 54세로 붕어(서거)하자 이복 남동생 다토파 티사 2세가 보위를 승계하여 등극하였다.

## 같이 보기
- 스리랑카의 역사